# Centro Empresarial Nações Unidas (San Paolo)

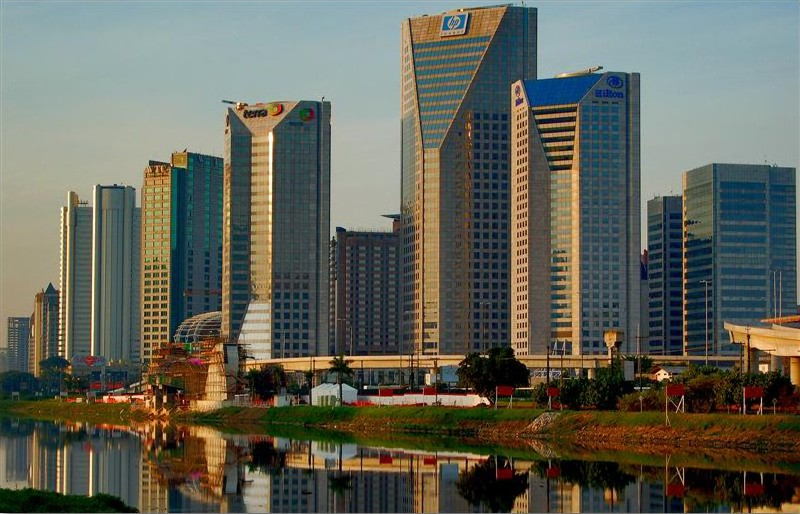
Vista del Centro Empresarial Nações Unidas

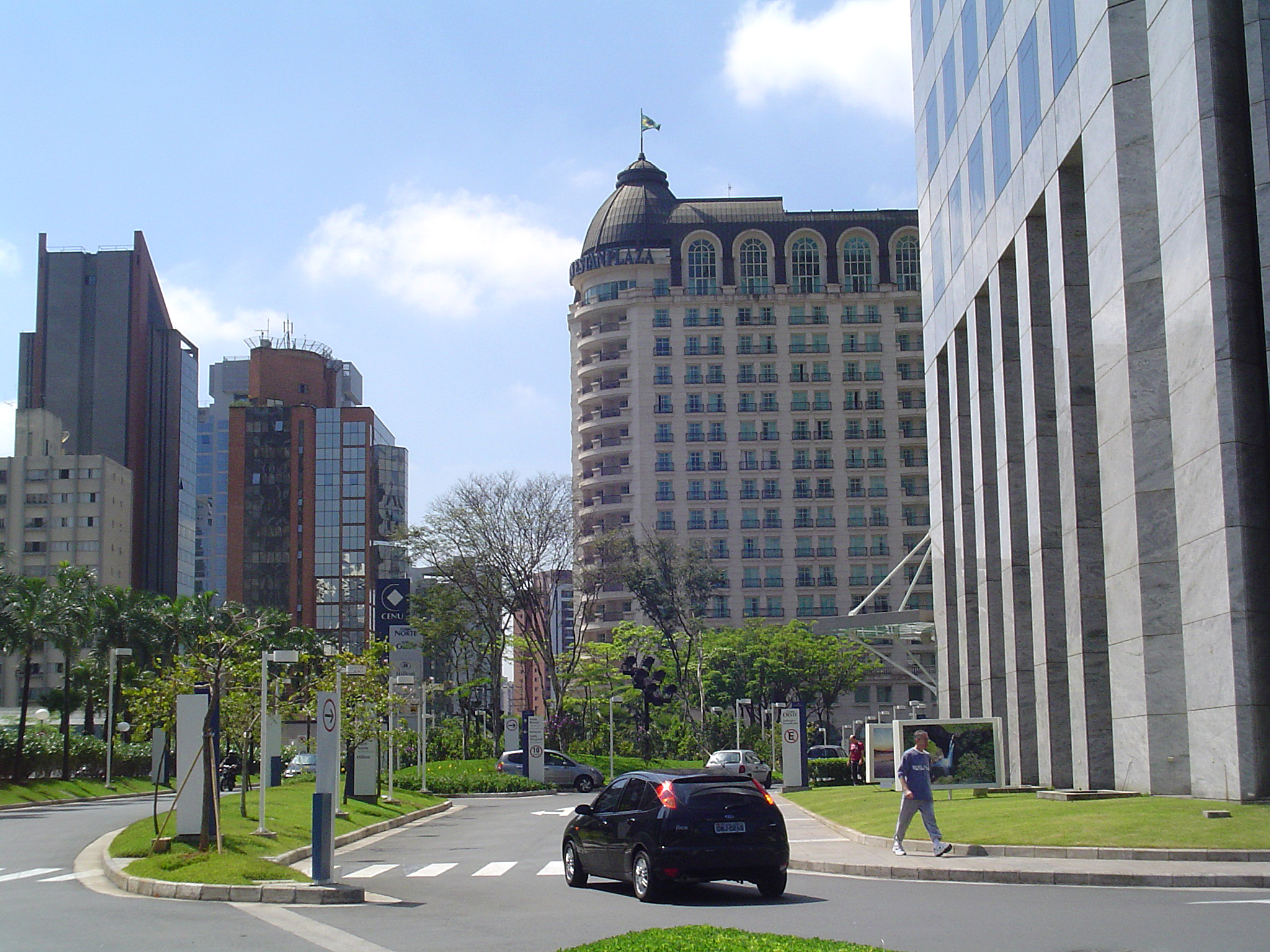
Ingresso lungo Engenheiro Luís Carlos Berrini Avenue.

Il Centro Empresarial Nações Unidas è un complesso commerciale situato nella città di San Paolo, nel quartiere di Brooklin Novo nel distretto di Santo Amaro. Si trova tra Marginal Pinheiros e Engenheiro Luís Carlos Berrini Avenue, con l'ingresso principale lungo Engenheiro Luís Carlos Berrini Avenue.

## Storia
La costruzione del complesso, iniziata nel 1989, è stata conclusa solo nel 2000 a causa di numerosi ritardi dovuti alla crisi economica che in quegli anni dilagava nel paese.
L'8 novembre 2008, il complesso ha ospitato la riunione del G20.

## Descrizione

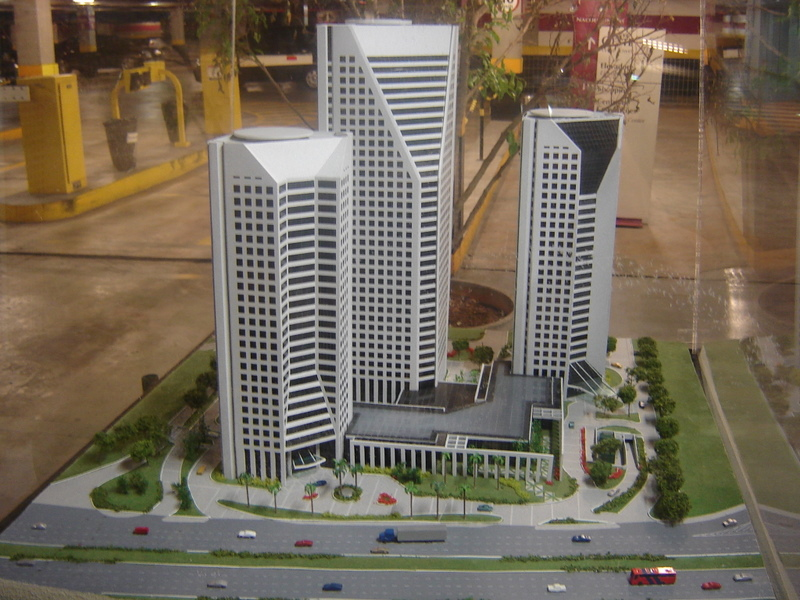
Modellino in scala del complesso

Il complesso è composto dai seguenti edifici:
- Torre Nord (Edificio Norte): la più alta del complesso, è uno dei più grandi edifici del Brasile, con un'altezza di 158 metri e 45 piani.[2] Attualmente, la torre ospita diverse società multinazionali, tra cui Microsoft, Hewlett-Packard, Monsanto, Towers Watson e GVT Global Village Telecom.
- Torre Est: ospita al suo interno un hotel
- Torre Ovest: utilizzata per uffici
- Torre Sud: utilizzata per uffici, ha18 piani [3]
- Torre Plaza: utilizzata per uffici, ha 17 piani [4]

Il complesso ha una connessione sotterranea con il complesso commerciale nelle vicinanze, il World Trade Center di San Paolo.